# Legado de Napoleão

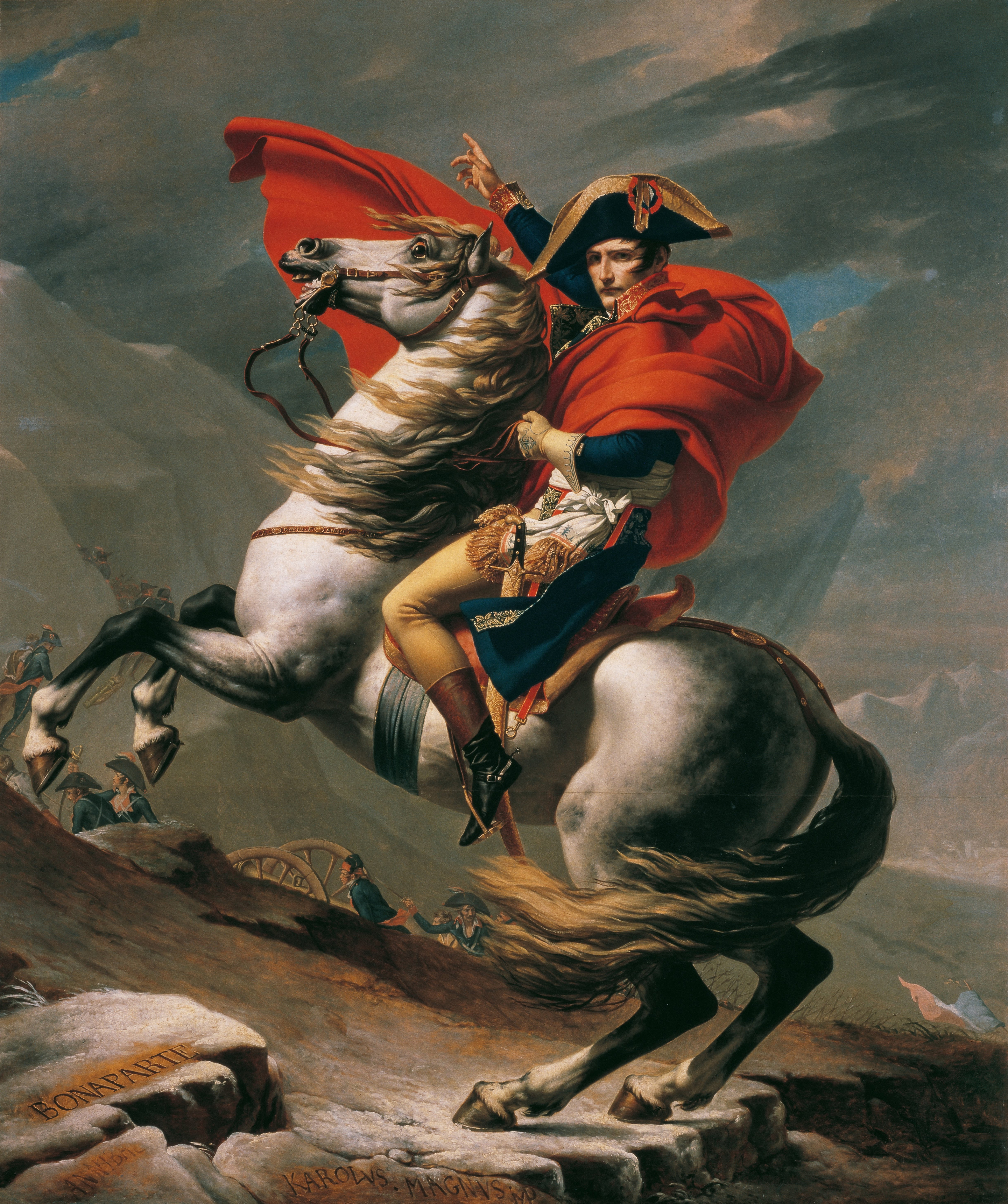
Napoleão Cruzando os Alpes, versão romântica de Jacques-Louis David em 1805

O imperador francês Napoleão Bonaparte (1769–1821) deixou um legado altamente polarizado—Napoleão é tipicamente amado ou odiado, com poucas nuances. A vasta e crescente historiografia em francês, inglês, russo, espanhol e outras línguas foi resumida e avaliada por vários estudiosos.

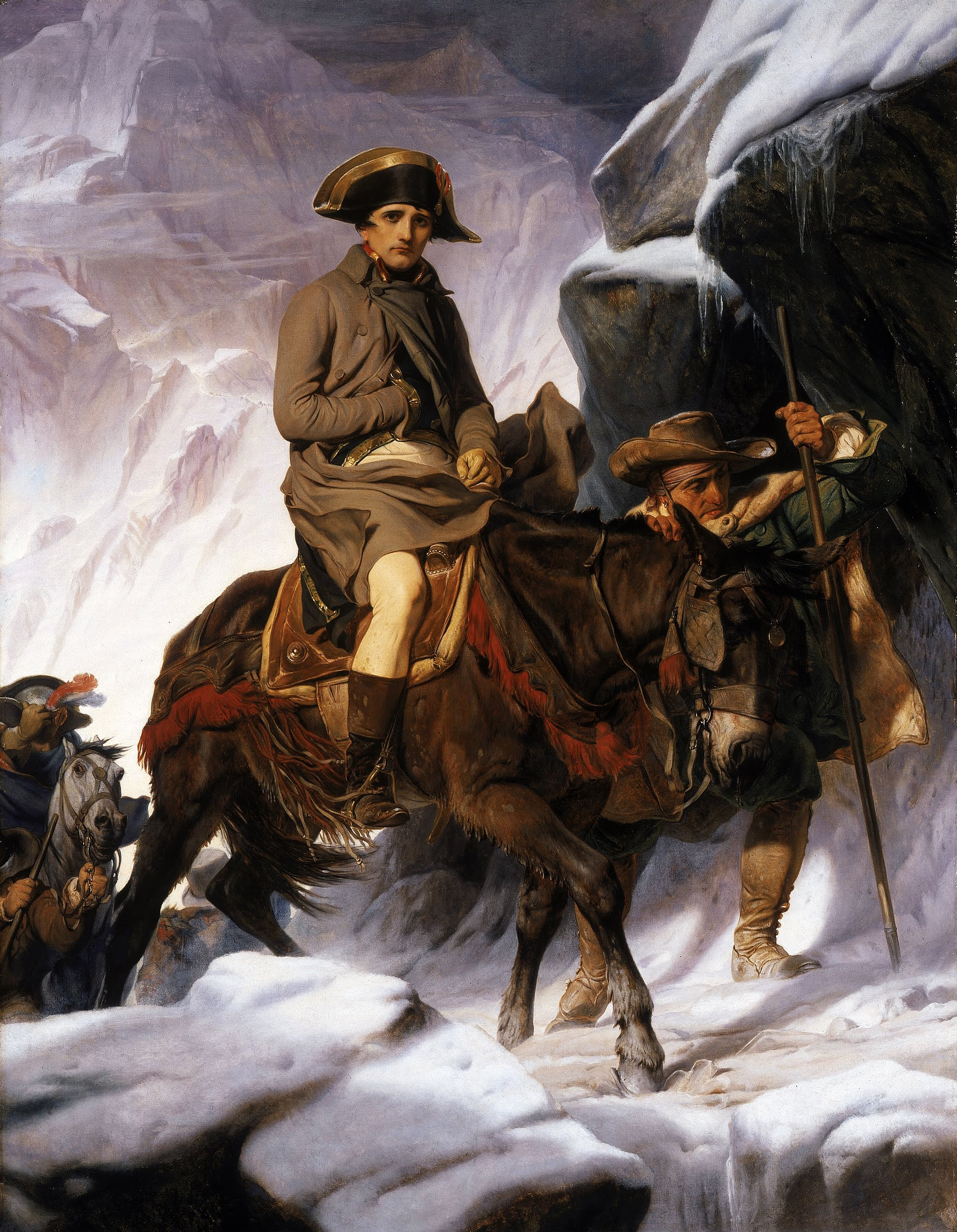
Bonaparte Cruzando os Alpes, versão realista de Paul Delaroche em 1848

## Legado e avaliação

### Críticas duras

O Três de Maio de 1808, de Francisco Goya, ataca Napoleão mostrando os resistentes espanhóis sendo executados por seus brutais soldados.

No campo político, os historiadores debatem se Napoleão foi "um déspota esclarecido que lançou as bases da Europa moderna" ou "um megalomaníaco que causou mais miséria do que qualquer outro homem antes da chegada de Hitler". Napoleão tinha ambições grandiosas de política externa em toda a Europa e Américas. As potências continentais, até 1808, estavam dispostas a conceder-lhe quase todos os seus ganhos e títulos, mas ele foi excessivamente agressivo e pressionou demais, até que seu império ruísse.
Embora Napoleão tenha acabado com a ilegalidade e a desordem na França pós-revolucionária, seus inimigos o atacaram como um tirano e usurpador. Seus críticos acusam que ele não se incomodava diante da perspectiva de guerra e morte para milhares, transformou sua busca pelo poder absoluto em uma série de conflitos por toda a Europa e ignorou tratados e convenções igualmente. Seu papel na Revolução Haitiana e a decisão de restabelecer a escravidão nas colônias francesas ultramarinas são controversos e afetam sua reputação.
O intelectual liberal francês Benjamin Constant (1767-1830) foi um crítico ferrenho da homogeneização política e do culto à personalidade que dominaram a França Napoleônica. Ele expressou sua condenação do "Bonapartismo" por meio de vários livros, incluindo "Do Espírito da Conquista e da Usurpação" (1814) e "Princípios de Política Aplicáveis a Todos os Governos Representativos" (1815). Constant afirmava que o regime napoleônico era ainda mais tirânico do que a monarquia dos Bourbons, pois forçava as massas a apoiar suas narrativas ideológicas através do imperialismo e do chauvinismo.
Napoleão institucionalizou a pilhagem de territórios conquistados: encheu museus franceses com arte roubada por toda a Europa. Artefatos foram levados para o Museu do Louvre para criar um grande museu central; um exemplo que mais tarde seria seguido por outros. Claude Ribbe, em 2005, argumentou que seu racismo em relação aos negros inspirou Hitler em seu tratamento dos judeus. David G. Chandler, historiador da guerra napoleônica, escreveu em 1973 que "nada poderia ser mais degradante para o primeiro [Napoleão] e mais lisonjeiro para o segundo [Hitler]. A comparação é odiosa. De modo geral, Napoleão foi inspirado por um sonho nobre, totalmente diferente de Hitler... Napoleão deixou grandes e duradouros testemunhos de sua genialidade - em códigos de leis e identidades nacionais que sobrevivem até os dias atuais. Adolf Hitler não deixou nada além de destruição".
Críticos argumentam que o verdadeiro legado de Napoleão deve refletir a perda de status da França e as mortes desnecessárias provocadas por seu governo. O historiador Victor Davis Hanson escreve: "Afinal, o registro militar é inquestionável - 17 anos de guerras, talvez seis milhões de europeus mortos, a França falida, suas colônias ultramarinas perdidas".
McLynn afirma que "ele pode ser visto como o homem que atrasou a vida econômica europeia por uma geração devido ao impacto desestabilizador de suas guerras". Vincent Cronin responde que tal crítica baseia-se na premissa falha de que Napoleão era responsável pelas guerras que levam seu nome, quando na verdade a França foi vítima de uma série de coalizões que visavam destruir os ideais da Revolução.
O historiador militar britânico Correlli Barnett o chama de "um desajustado social" que explorou a França para seus objetivos megalomaníacos pessoais. Ele diz que a reputação de Napoleão é exagerada. O estudioso francês Jean Tulard forneceu um relato influente de sua imagem como salvador. Louis Bergeron elogiou as inúmeras mudanças que ele fez na sociedade francesa, especialmente em relação à lei e à educação. Seu maior fracasso foi a invasão da Rússia. Muitos historiadores culparam o péssimo planejamento de Napoleão, mas estudiosos russos enfatizam a resposta russa, observando que o inverno rigoroso foi tão duro para os defensores quanto para os invasores.

O historiador americano Paul Schroeder (1927-2020) reconhece a genialidade de Napoleão em relação a "esforços militares, administrativos, organizacionais, políticos e até literários ... [com] uma capacidade extraordinária de planejamento, tomada de decisão, memória, trabalho, domínio dos detalhes e liderança. " O problema é que ele usou esse gênio para fins criminosos:
| “ | ...ele violou repetidamente e deliberadamente a neutralidade de pequenos estados; recorreu a prisões e assassinatos judiciais contra súditos estrangeiros; ordenou a seus generais e sátrapas que usassem o terror preventivo para controlar seus domínios; não apenas conquistou e suprimiu outros estados na guerra, mas também usou táticas de intimidação, manipulação e extorsão contra eles em tempos de paz, quase sem se importar se eram hostis ou amigáveis; violou frequentemente acordos, promessas e compromissos de tratados; subordinou impiedosamente, por princípio, os interesses de todos os estados e povos que governava aos da França e, em última instância, a si mesmo pessoalmente.... [e assim por diante]. | ” |
|   | |   |

### Propaganda e memória

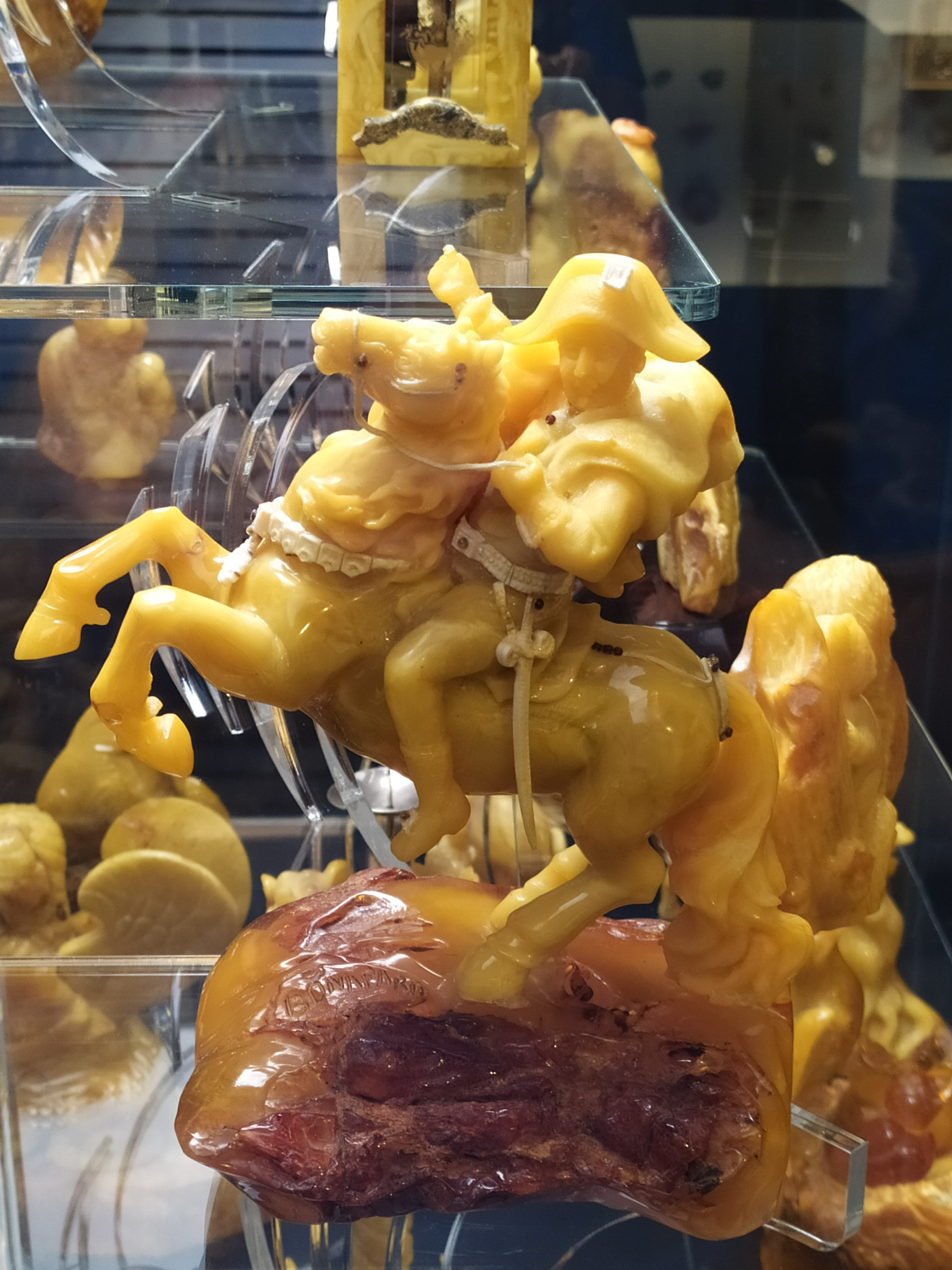
Reprodução em âmbar de Napoleão Cruzando os Alpes, de David

O uso de propaganda por Napoleão contribuiu para sua ascensão ao poder, legitimou seu regime e consolidou sua imagem para a posteridade. Censura rigorosa, controle da imprensa, livros, teatro e arte faziam parte de seu esquema de propaganda, visando retratá-lo como aquele que trouxe paz e estabilidade desesperadamente desejadas para a França. A retórica propagandista mudava de acordo com os eventos e a atmosfera do reinado de Napoleão, focando inicialmente em seu papel como general do exército e identificação como soldado, para depois se concentrar em seu papel como imperador e líder civil. Visando especificamente seu público civil, Napoleão fomentou um relacionamento com a comunidade artística contemporânea, assumindo um papel ativo no comissionamento e controle de diferentes formas de produção artística para atender aos seus objetivos de propaganda.
Na Grã-Bretanha, Rússia e em toda a Europa - embora não na França - Napoleão era um tema popular de caricatura.
Depois que a Alemanha nazista conquistou a França em 1940, Hitler marchou triunfantemente em Paris e prestou homenagem a Napoleão em Les Invalides.

### Memória e avaliação francesas de Napoleão
Hazareesingh (2004) explora como a imagem e a memória de Napoleão são melhor compreendidas. Elas desempenharam um papel fundamental na resistência política coletiva contra a monarquia restaurada dos Bourbons no período de 1815 a 1830. Pessoas de diferentes origens sociais e regiões da França, particularmente veteranos napoleônicos, utilizaram o legado de Napoleão e suas conexões com os ideais da Revolução de 1789.
Ruídos generalizados sobre o retorno de Napoleão de Santa Helena e sua figura como inspiração para o patriotismo, liberdades individuais e coletivas, e mobilização política se manifestaram em materiais sediciosos, exibindo a tricolor e rosetas. Também ocorreram atividades subversivas celebrando aniversários da vida e do reinado de Napoleão, além de atrapalhar celebrações reais - elas demonstraram o objetivo predominante e bem-sucedido dos diversos apoiadores de Napoleão de desestabilizar constantemente o regime Bourbon.
Datta (2005) mostra que, após o colapso do militarismo de Boulangism no final da década de 1880, a lenda napoleônica se divorciou da política partidária e reviveu na cultura popular. Concentrando-se em duas peças e dois romances do período - Madame Sans-Gêne (1893) de Victorien Sardou, Les Déracinés (1897) de Maurice Barrès, L'Aiglon (1900) de Edmond Rostand e Napoléonette (1913) de André de Lorde e Gyp - Datta examina como escritores e críticos da Belle Époque exploraram a lenda napoleônica para diversos fins políticos e culturais.
Congressos Napoleônicos Internacionais acontecem regularmente, com a participação de membros do exército francês e americano, políticos franceses e estudiosos de diferentes países.
Napoleão morreu em 5 de maio de 1821. O aniversário 200 anos depois, em 5 de maio de 2021, a França se viu profundamente dividida sobre sua memória e legado.
O presidente Charles de Gaulle desaprovava Napoleão. Embora reconhecesse a genialidade de Napoleão, de Gaulle escreveu que "ele deixou a França menor do que a encontrou".:xlvi,616-618  Outros presidentes franceses geralmente evitavam mencionar Napoleão; elogiá-lo por um conservador muitas vezes significaria contra-ataques da esquerda, e vice-versa para políticos de esquerda que normalmente criticam o imperador. O presidente Emmanuel Macron o elogiou, dizendo que "Napoleão é o homem que deu forma à nossa organização política e administrativa, à soberania incerta que emergiu da Revolução... Depois de meses de fracasso, com a França sitiada, Napoleão foi capaz de encarnar a ordem".  Os comentários foram criticados, especialmente sobre as questões do Haiti, escravidão e raça. Posteriormente, Macron esclareceu seus comentários, afirmando que a restauração da escravidão em 1802 foi um “erro, uma traição ao espírito do Iluminismo”.

### Influência de longo prazo fora da França
Napoleão foi responsável por espalhar os valores da Revolução Francesa para outros países, especialmente na reforma jurídica. Curiosamente, Napoleão não mexeu na servidão na Rússia.
Após a queda de Napoleão, o Código Napoleônico não só foi mantido por países conquistados como Holanda, Bélgica, partes da Itália e Alemanha, mas também foi usado como base para certas partes do direito fora da Europa, incluindo a República Dominicana, o estado americano da Louisiana e a província canadense de Quebec. O código também serviu de modelo em muitas partes da América Latina.
A memória de Napoleão na Polônia é favorável, por seu apoio à independência e oposição à Rússia, seu código legal, a abolição da servidão e a introdução de modernas burocracias de classe média.
Napoleão iniciou indiretamente o processo de independência da América Latina ao invadir a Espanha em 1808. A abdicação do rei Carlos IV e seu filho, Fernando VII, criou um vácuo de poder que foi preenchido por líderes políticos nascidos no continente americano, como Simón Bolívar e José de San Martín. Esses líderes abraçaram sentimentos nacionalistas influenciados pelo nacionalismo francês e lutaram pela independência, que culminou em sucesso.
Everett Rummage diz que Napoleão "é quase sinônimo da disseminação do estado burocrático moderno, não apenas as instituições em si, mas a mentalidade moderna que as acompanha: meritocracia, direitos liberais de propriedade, serviço público e igualdade perante a lei".

#### Alemanha

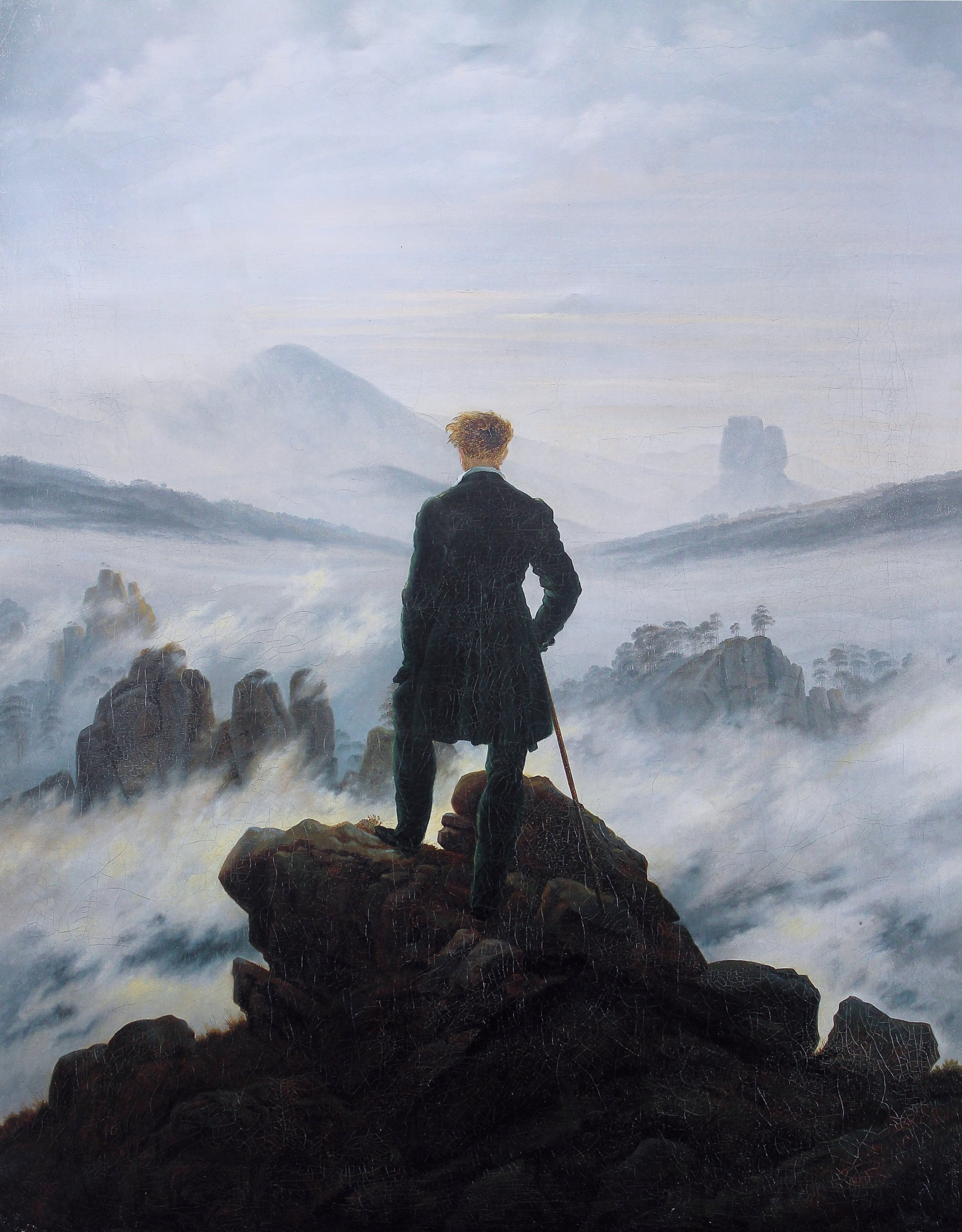
Caspar David Friedrich - Andarilho acima do Mar de Nevoeiro

As perturbações de Napoleão na velha ordem criaram o espaço no qual a Alemanha moderna foi formada. De acordo com Katherine Aaslestad e Karen Hagemann:
| “ | 1806 foi um ano transformador para a Europa Central Alemã. Trouxe derrota militar humilhante e ocupação da Prússia, o fim do Sacro Império Romano e uma completa reorganização territorial e estrutural para a região. Os historiadores há muito vêem essa reorganização como essencial para o surgimento do nacionalismo alemão, construção do Estado e modernização. | ” |

Por exemplo, o historiador britânico T. C. W. Blanning argumenta que as ações de Napoleão na Alemanha aceleraram o surgimento de uma consciência nacional alemã; por outro lado, não fez nada para modernizar a governança, economia ou cultura da Alemanha.
Um produto importante da ocupação francesa foi um forte desenvolvimento do nacionalismo alemão, que acabou transformando a Confederação Germânica no Império Alemão, após uma série de conflitos e outros desenvolvimentos políticos. O Romantismo Alemão era nacionalista e, portanto, tornou-se hostil aos ideais da Revolução Francesa. Grandes pensadores românticos, especialmente Ernst Moritz Arndt (1769-1860), Johann Gottlieb Fichte (1762-1814), Heinrich von Kleist (1777-1811) e Friedrich Schleiermacher (1768–1834) abraçaram a política reacionária e hostilizaram o liberalismo político, o racionalismo, o neoclassicismo e o cosmopolitismo. O político alemão Carl Theodor Welcker (1790 – 1869) descreveu Napoleão como "o maior maestro do Maquiavelismo".
Nas últimas décadas, a historiografia alemã mudou do nacionalismo para um ponto de vista pan-europeu, abrindo caminho para um tratamento mais favorável ao imperador. A maioria dos estudiosos recentes rejeita a antiga noção de caminhos nacionais separados, tipificados pelos modelos do "Sonderweg" alemão ou da "singularité française" francesa.
Napoleão colocou parentes no poder em todo o vasto império. Jérôme Bonaparte, o irmão mais novo, tornou-se rei da Westfália e tem fama de playboy. No entanto, Owen Connelly examina o desempenho financeiro, militar e administrativo para concluir que ele era leal, útil e um ativo militar para Napoleão.

### Polônia
O imperador Napoleão deixou uma marca significativa no Romantismo Nacional Polonês. A Comunidade Polaco-Lituana foi dividida entre Áustria, Prússia e Rússia em 1795, enquanto Napoleão ascendia na França. Desde o início, Napoleão demonstrou grande simpatia pela causa da independência polonesa e declarou o restabelecimento de uma Polônia independente como um de seus objetivos.

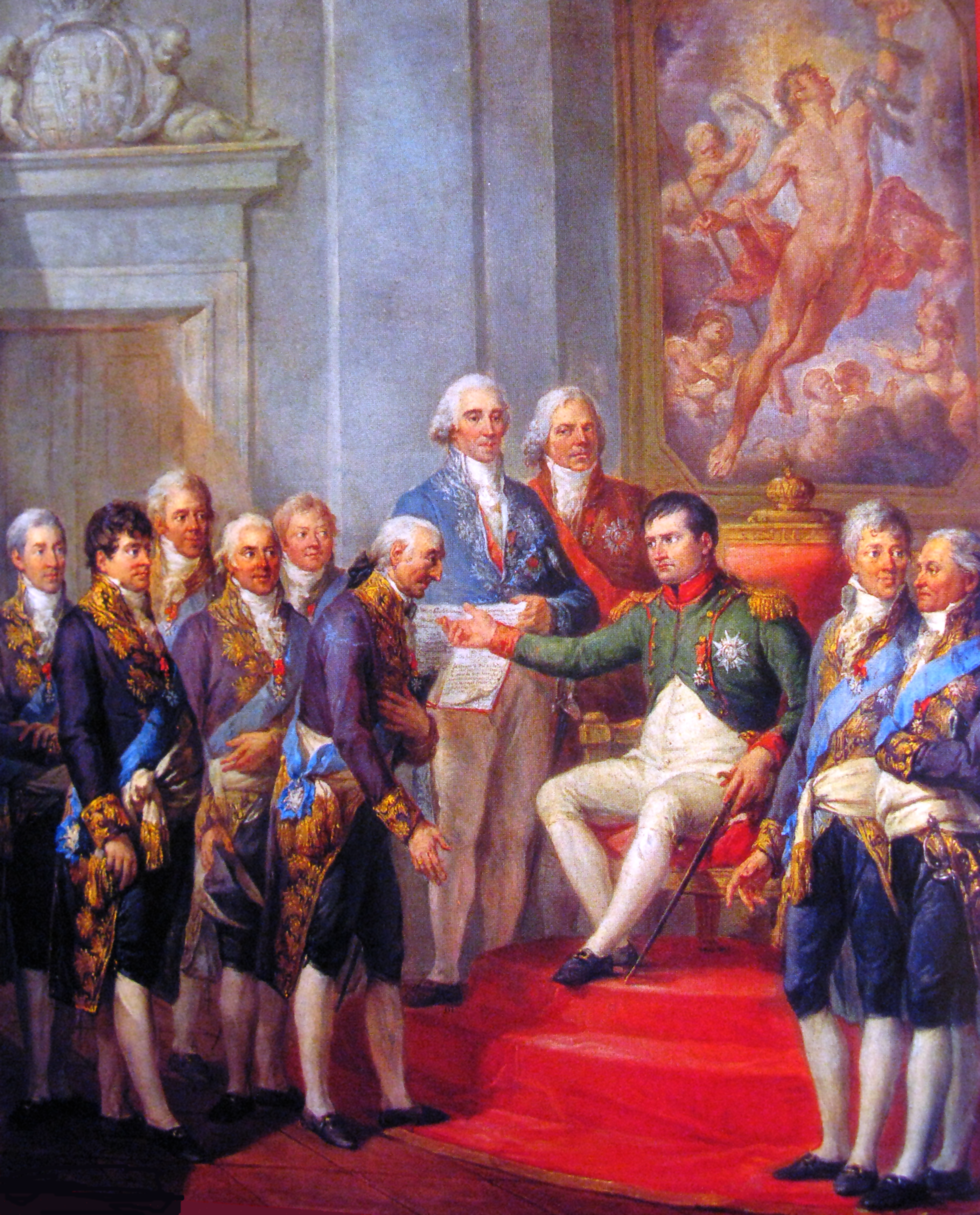
Imperador Napoleão concedendo a constituição do Ducado de Varsóvia

Após derrotar o Reino da Prússia, Napoleão criou o Ducado de Varsóvia, um Estado polonês. Bonaparte considerava os poloneses seus súditos e aliados mais leais. Muitos generais e líderes poloneses, como Józef Poniatowski e Jan Henryk Dąbrowski, hoje considerados heróis nacionais da Polônia, lutaram ao lado de Napoleão com o objetivo de restaurar o antigo Estado polonês.
Muitos Legionários Poloneses acompanharam Napoleão em seu exílio na Elba e retornaram com ele para a França.  Um episódio famoso: Józef Poniatowski e muitos de seus Lanceiros Poloneses morreram lutando por Napoleão em Leipzig.

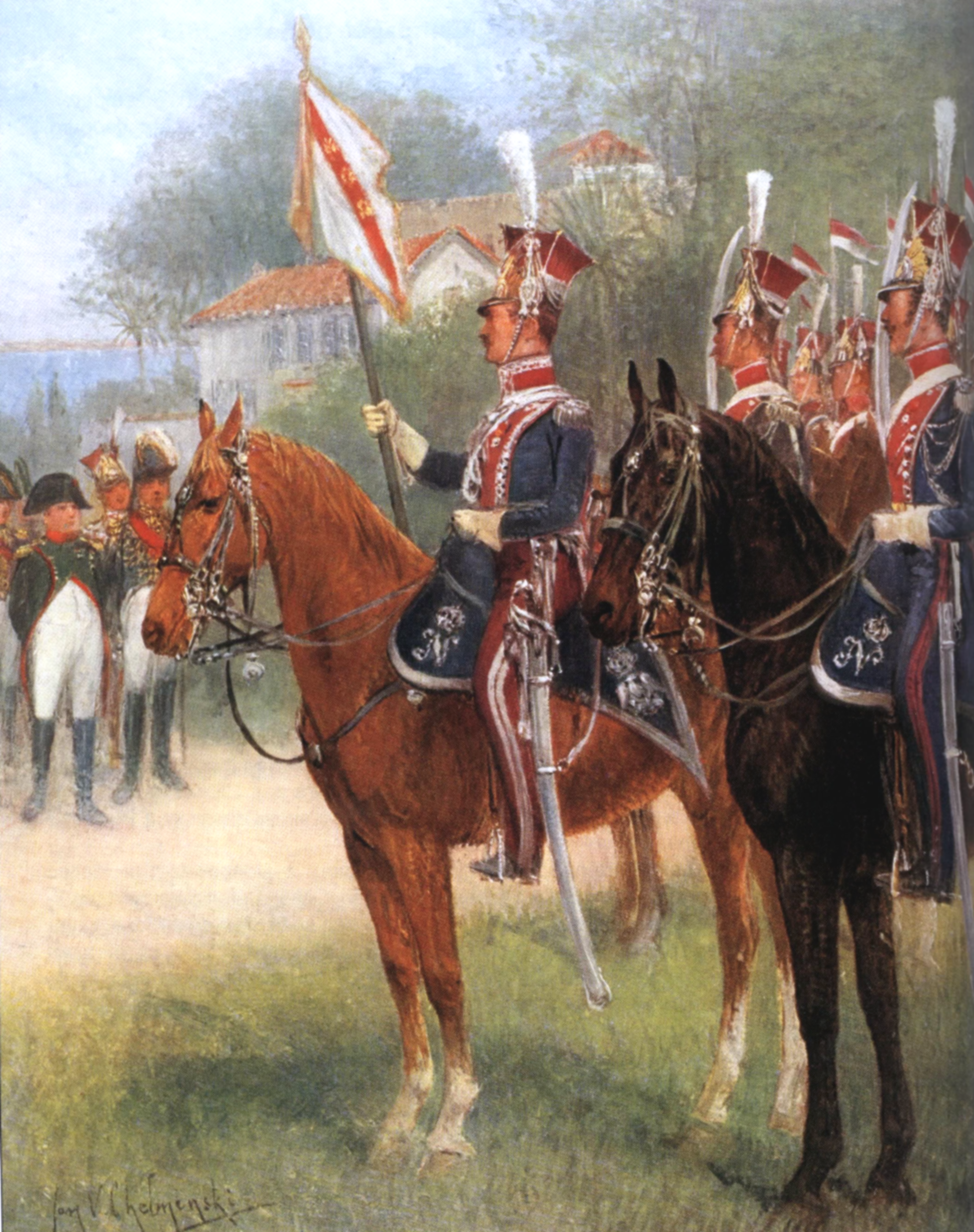
Ulanos poloneses do 1º Regimento Imperial de Lanceiros em Elba

Hoje, Napoleão é lembrado na Polônia como uma figura importante na luta pela independência, sendo até mesmo mencionado na 2ª estrofe do Hino Nacional Polonês.

### Estados Unidos

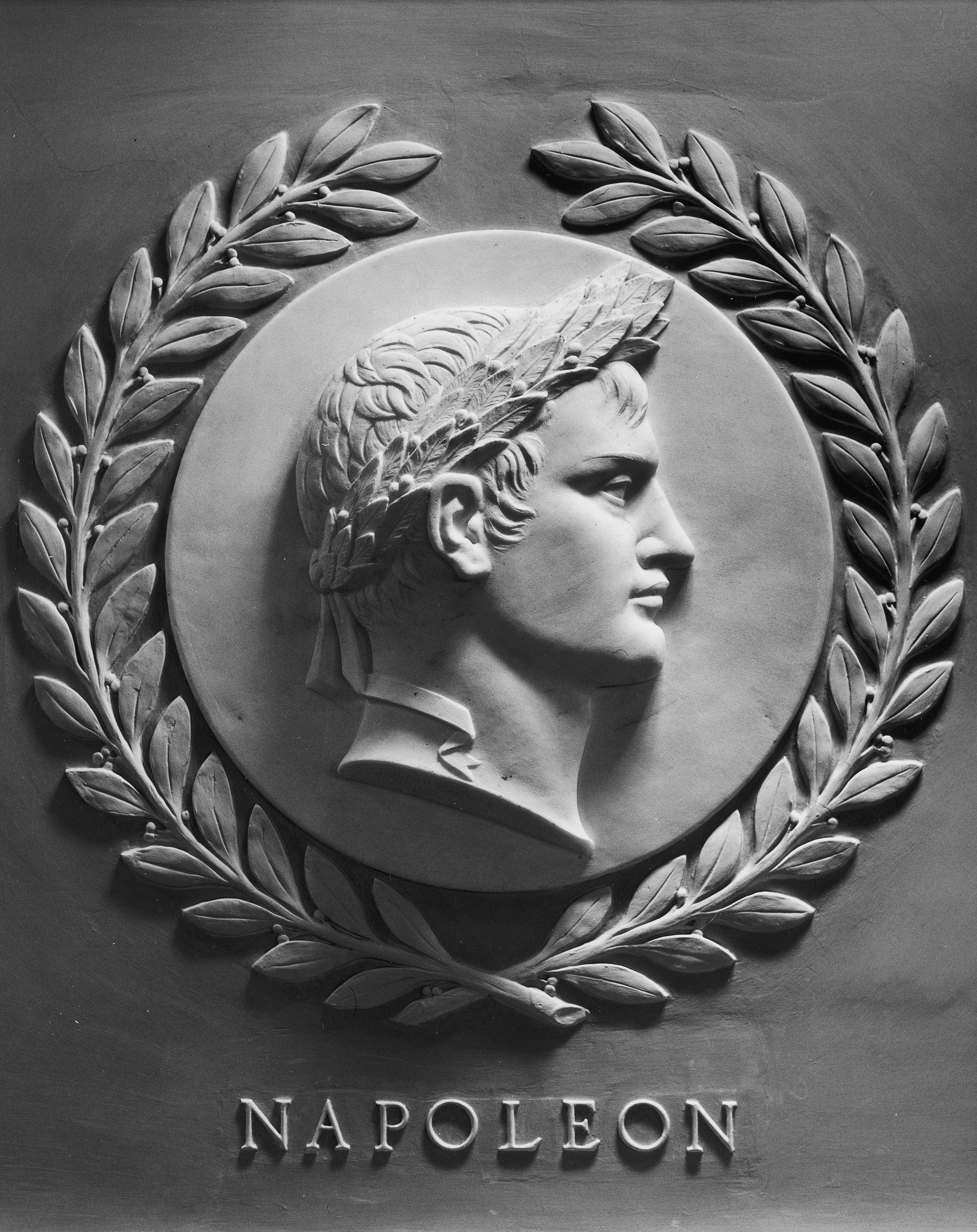
Baixo-relevo de Napoleão na Câmara dos Representantes dos Estados Unidos

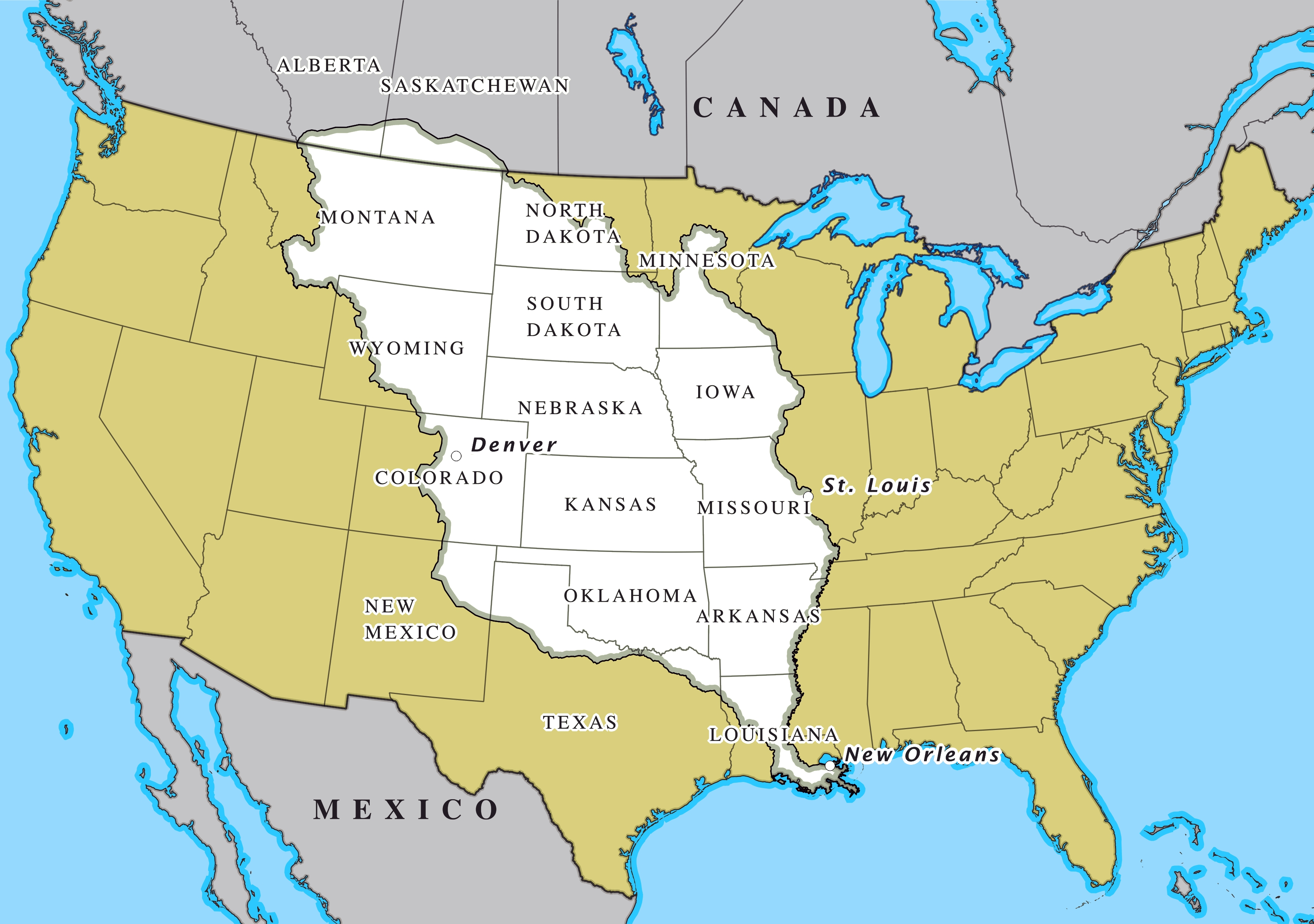
Compra da Louisiana

Napoleão ajudou significativamente os Estados Unidos ao concordar em vender o território da Louisiana por US$ 15 milhões durante a presidência de Thomas Jefferson. A venda significava que a Grã-Bretanha, sua arqui-inimiga, não conquistaria a terra. A aquisição abriu caminho para a expansão a oeste do Rio Mississippi e quase dobrou o tamanho dos Estados Unidos.
Os federalistas da Nova Inglaterra, que se opuseram fortemente à Revolução Francesa na década de 1790, celebraram em 1815 a restauração dos antigos reis Bourbons.
A memória de Napoleão ainda era marcante nas décadas de 1820 e 1830. Americanos liam suas biografias, visitavam exposições - especialmente cópias da pintura da coroação feita por Jacques-Louis David. Turistas americanos na França procuravam seus memoriais. Por outro lado, Thomas Jefferson odiava Napoleão por acabar com o republicanismo na França e restaurar a monarquia. Como presidentes, Jefferson e Madison estiveram à beira da guerra com Napoleão em diversas ocasiões antes de 1812, em resposta a violações dos direitos de neutralidade dos Estados Unidos, como apreensão de navios e cargas e prisão de marinheiros. Por fim, Madison tomou a decisão de enfrentar apenas a Grã-Bretanha.

## A arte e a política de retratar Napoleão

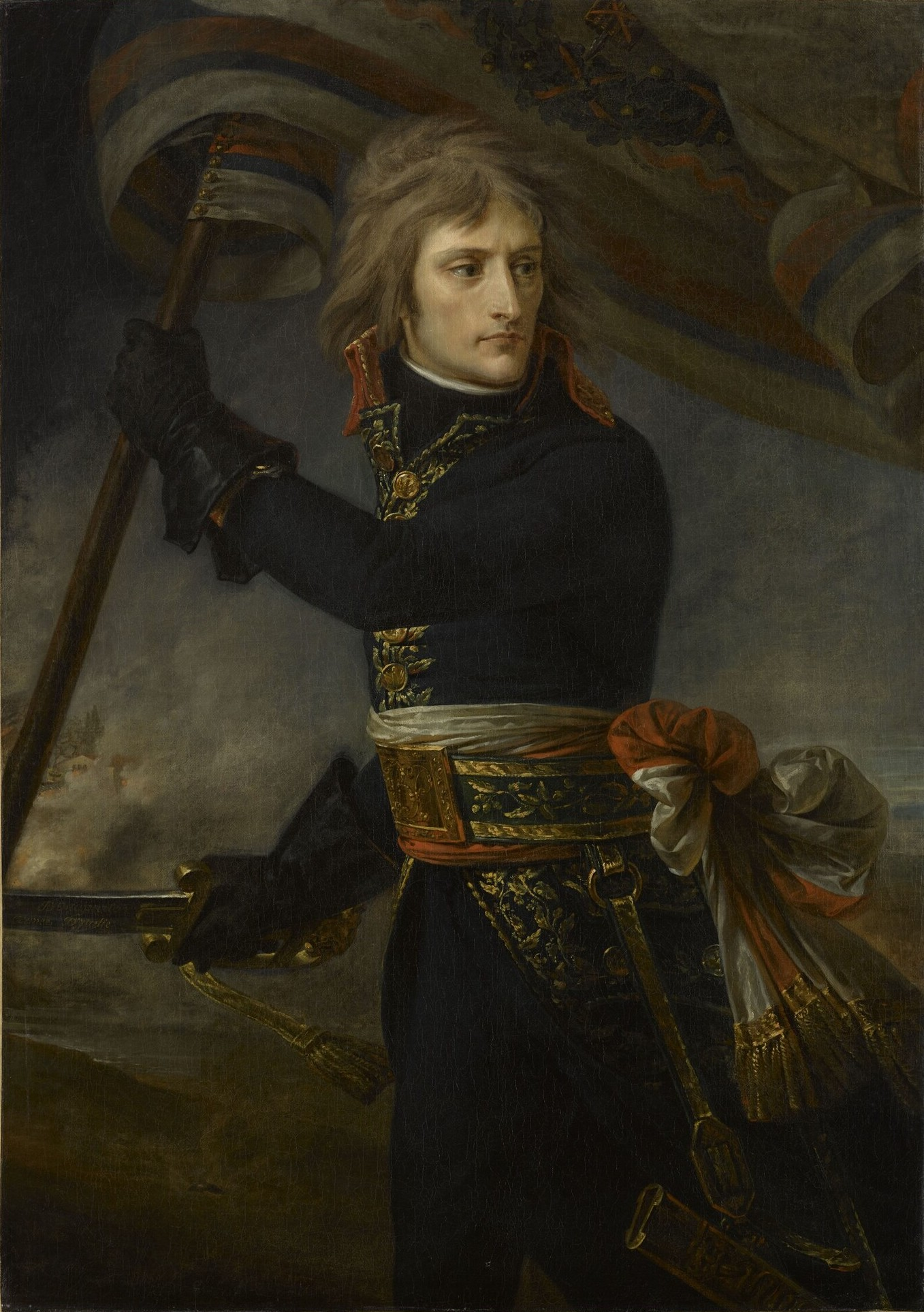
Bonaparte na pont d'Arcole de Antoine-Jean Gros, 1796

Napoleão se tornou um ícone cultural mundial, geralmente associado a brilhantismo tático, ambição e poder político. Seus traços faciais e vestimentas marcantes o tornaram uma figura facilmente reconhecível na cultura popular. Ele foi retratado em muitas obras de ficção, com sua representação variando muito de acordo com a percepção do autor sobre a personagem histórica. No filme Napoleão de 1927, o jovem general Bonaparte é retratado como um visionário heroico. Por outro lado, ele ocasionalmente foi reduzido a um estereótipo, retratado como baixo e mandão, às vezes de forma cômica.
Antoine-Jean Gros (1771-1835) testemunhou a Batalha de Arcole (1796) e pintou um retrato que agradou Napoleão. Depois de viajar com o exército de Napoleão, Gros produziu várias pinturas de batalhas e outros eventos da vida de Napoleão. "Napoleão no Campo de Batalha de Eylau" foi um retrato realista dos horrores da guerra. De acordo com Jill Morris, Napoleão encomendou a Gros a pintura "Bonaparte Visitando as Vítimas da Peste de Jaffa" (1804) para neutralizar a propaganda britânica. A propaganda focava em dois episódios da campanha egípcia (1798-1800). Primeiro, quando ele ordenou o massacre de prisioneiros turcos. Segundo, quando ordenou a morte por envenenamento de soldados franceses que sofriam da peste. A pintura mostrava um Napoleão compassivo visitando os enfermos no hospital da peste. Morris acrescenta que Gros provavelmente estava usando a doença como uma metáfora para a vaidade de Napoleão e seu Primeiro Império.

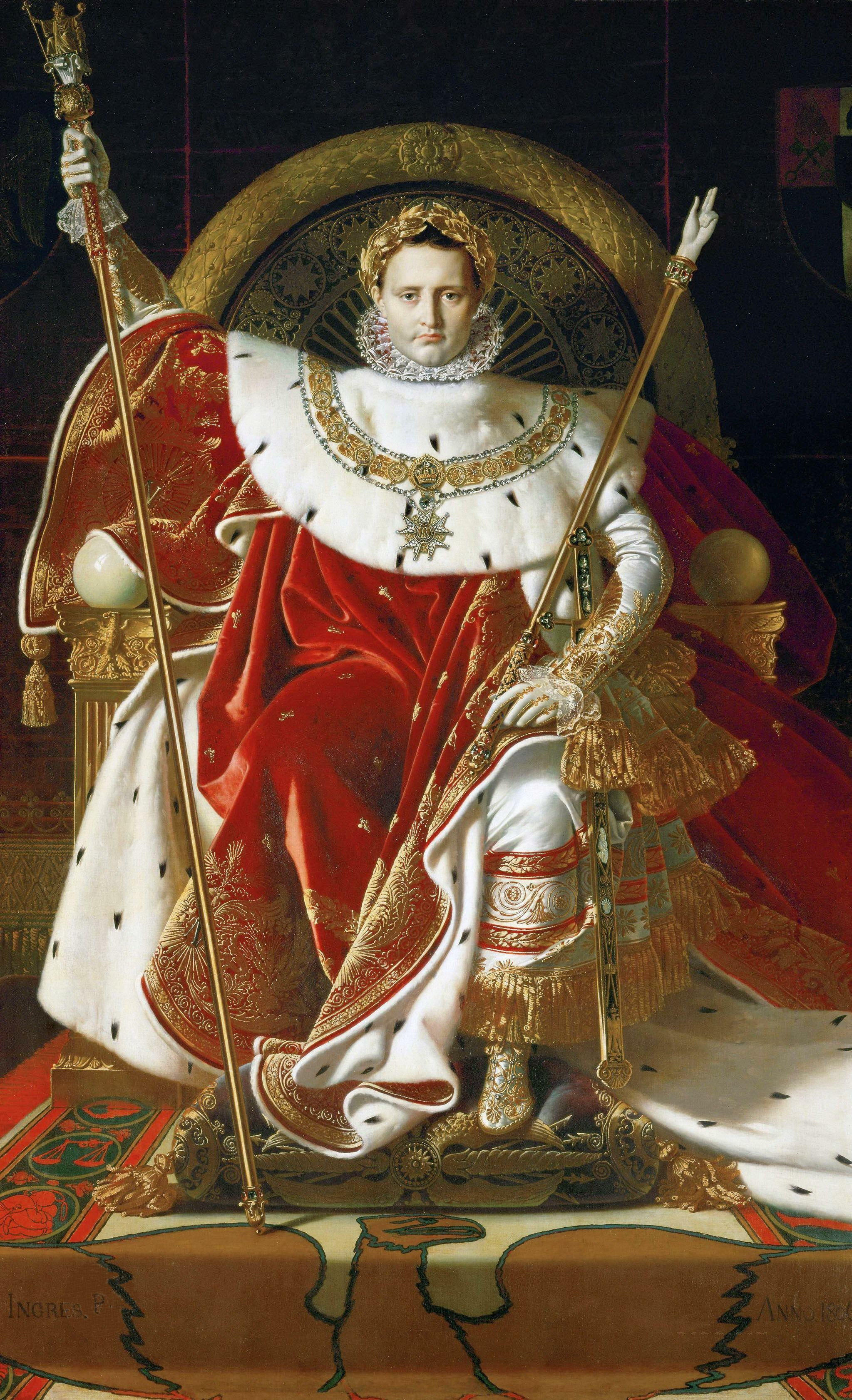
Napoleão I no Trono Imperial, Ingres, 1806

Já reconhecido em 1799, Jacques-Louis David conheceu Napoleão e recebeu a encomenda de comemorar a ousada travessia dos Alpes. Essa travessia permitiu aos franceses surpreender o exército austríaco e conquistar a vitória na Batalha de Marengo, em 14 de junho de 1800. Apesar de Napoleão ter cruzado a cavalo, ele queria ser retratado "calmo sobre um corcel fogoso". David atendeu ao seu desejo, criando cinco versões de "Napoleão Cruzando o Passo da São Bernardo". Após a proclamação do Império em 1804, David se tornou o pintor oficial da corte do regime.
Jean-Auguste-Dominique Ingres (1780-1867), um pintor neoclássico, é famoso pelo retrato de "Napoleão I em seu Trono Imperial" (1806). A obra mostra basicamente a cabeça do imperador, com o corpo praticamente cortado. A atenção se concentra quase inteiramente no luxuoso traje imperial que Napoleão escolheu usar e nos símbolos de poder que empunhava. O cetro de Carlos V, a espada de Carlos Magno, os tecidos ricos, peles e capas, a coroa de folhas de ouro, as correntes e emblemas dourados - tudo apresentado com extrema precisão de detalhes. O rosto e as mãos do imperador quase se perdem em meio ao traje majestoso. Para Susan Siegfried (2006), a pintura mostra não apenas um homem, mas a complexidade e glória de seu novo império. A insígnia transmite a inter-relação entre as antigas tradições francesas e a nova formação imperial, um império que Napoleão idealizou, mas que muitos outros ajudaram a criar.
Siegfried argumenta que, antes de 1789, os retratos reais focavam no corpo do rei. No entanto, "após a Revolução Francesa, a significação da realeza começou a ser transferida do corpo do governante para os aparatos do governo. No caso do notável retrato de Ingres... o caráter sagrado do novo governante foi deslocado para o reino secular da história e, mais especificamente, para a pose, insígnia e traje que denotavam o status do imperador. 'O estado não era mais equiparado à pessoa ou ao corpo de Napoleão como sujeito falante...', mas sim à nação, através de sua história".

### Biografias em inglês
- Cronin, Vincent. Napoleon (HarperCollins, 1994), biografia online
- Englund, Steven. Napoleon (2003) biografia; online
- McLynn, Frank. Napoleon (1998), biografia hostil. online
- Roberts, Andrew. Napoleon: A Life. (Penguin, 2014), biografia favorável.
- Thompson, J.M. (1951). Napoleon Bonaparte: His Rise and Fall. [S.l.]: Oxford U.P., 412 pp.; by an Oxford scholar
- de Méneval, Claude-François (1910).  de Méneval, Napoléon Joseph Erenst; Collier, Peter Fenelon, eds. Memoirs of Napoleon Bonaparte: The Court of the First Empire (PDF) (em inglês). II. New York City, United States of America: P.F. Collier & Son Publishers. ISBN 9781355218760. OCLC 566100622. Consultado em 15 de junho de 2021 – via Internet Archive, favorable biography.

### Memória e avaliações
- Alexander, Robert S. Napoleon (Oxford UP, 2001), examines major debates among historians.
- Arnold, E.A. "English Language Napoleonic Historiography, 1973–1998: Thoughts and Considerations". Proceedings-Western Society for French History, Vol. 26 (2000). pp. 283–94. online
- Blanning, T. C. W. “The French Revolution and the Modernization of Germany.” Central European History 22#2 (1989), pp. 109–129. JSTOR 4546142
- Chew III, William L. "Yankee Observers, Napoleon, and American Exceptionalism." Napoleonica LaRevue 1 (2011): 23–48. online
- Cohen, Roger. "France Battles Over Whether to Cancel or Celebrate Napoleon: President Emmanuel Macron laid a wreath at the emperor's tomb on the 200th anniversary of his death, stepping into a national debate over the legacy of Napoleon." The New York Times May 5, 2021
- de Bertier de Sauvigny, Guillaume. "The American Press and the Fall of Napoleon in 1814." Proceedings of the American Philosophical Society 98: 5 (1954): 337–376. JSTOR 3143913
- Dunne, John. "Recent Napoleonic Historiography: 'Poor Relation' Makes Good?" French History (2004) 18#4 pp. 484–91. doi:10.1093/fh/18.4.484
- Dwyer, Philip G. (2004). «Napoleon Bonaparte as Hero and Saviour: Image, Rhetoric and Behaviour in the Construction of a Legend». French History. 18 (4): 379–403. doi:10.1093/fh/18.4.379
- Dwyer, Philip (2008). «Remembering and Forgetting in Contemporary France: Napoleon, Slavery, and the French History Wars». French Politics, Culture & Society. 26 (3): 110–22. doi:10.3167/fpcs.2008.260306
- Englund, Steven. "Napoleon and Hitler". Journal of the Historical Society (2006) 6#1 pp. 151–69. doi:10.1111/j.1540-5923.2006.00171.x
- Englund, Steven. “Monstre Sacré: The Question of Cultural Imperialism and the Napoleonic Empire.” Historical Journal 51: 1 (2008): 215–250. JSTOR 20175154
- Forrest, Alan, et al. eds. War Memories: The Revolutionary and Napoleonic Wars in Modern European Culture (2012)
- Forrest, Alan, et al. eds. Soldiers, Citizens and Civilians: Experiences and Perceptions of the Revolutionary and Napoleonic Wars, 1790–1820 (Palgrave Macmillan UK, 2009)
- Geyl, Pieter (1982) [1947]. Napoleon For and Against. [S.l.]: Penguin Books, considers major scholarly histories
- Glad, Betty. “Why Tyrants Go Too Far: Malignant Narcissism and Absolute Power.” Political Psychology 23: 1 (2002): 1-37. online
- Hagemann, Karen. Revisiting Prussia's Wars against Napoleon: History, Culture, and Memory (2015)
- Hanson, Victor Davis (2003). «The Little Tyrant, A review of Napoleon: A Penguin Life». The Claremont Institute
- Hazareesingh, Sudhir (2005). The Legend of Napoleon. [S.l.: s.n.] excerpt and text search
  - Hazareesingh, Sudhir. "Memory and Political Imagination: The Legend of Napoleon Revisited", French History (2004) 18#4 pp. 463–83.
  - Hazareesingh, Sudhir (2005). «Napoleonic Memory in Nineteenth-Century France: The Making of a Liberal Legend». Modern Language Notes. 120 (4): 747–73. doi:10.1353/mln.2005.0119
- Klopfer, Nadine. "Remembering Napoleon: Americans and the French Emperor in the 1820s and 1830s." Early American Studies 18.4 (2020): 525–560. excerpt
- Luke, Tarah Lorraine. "‘Our Bonaparte?’: Republicanism, Religion, and Paranoia in New England and the Mid-Atlantic, 1789–1830." (Ph D dissertation 2016, Florida State U.) online.
- O'Flaherty, Kathleen. "The Genesis of the Napoleonic Legend." Studies: An Irish Quarterly Review 58.231 (1969): 256-266. JSTOR 30087873, regarding French literature
- Schönpflug, Daniel. "So far, and yet so near: comparison, transfer and memory in recent German books on the age of the French revolution and Napoleon." French History 18.4 (2004): 446-462. doi:10.1093/fh/18.4.446
- Schroeder, Paul W. “Napoleon's Foreign Policy: A Criminal Enterprise.” Journal of Military History 54: 2 (1990): 147–162. JSTOR 1986040
- Shulim, Joseph I. “Thomas Jefferson Views Napoleon.” Virginia Magazine of History and Biography 60:2 (1952): 288–304. {{jstor}4245839}}
- Woolf, Stuart. “The Construction of a European World-View in the Revolutionary-Napoleonic Years.” Past & Present 137 (1992): 72-101. JSTOR 650852

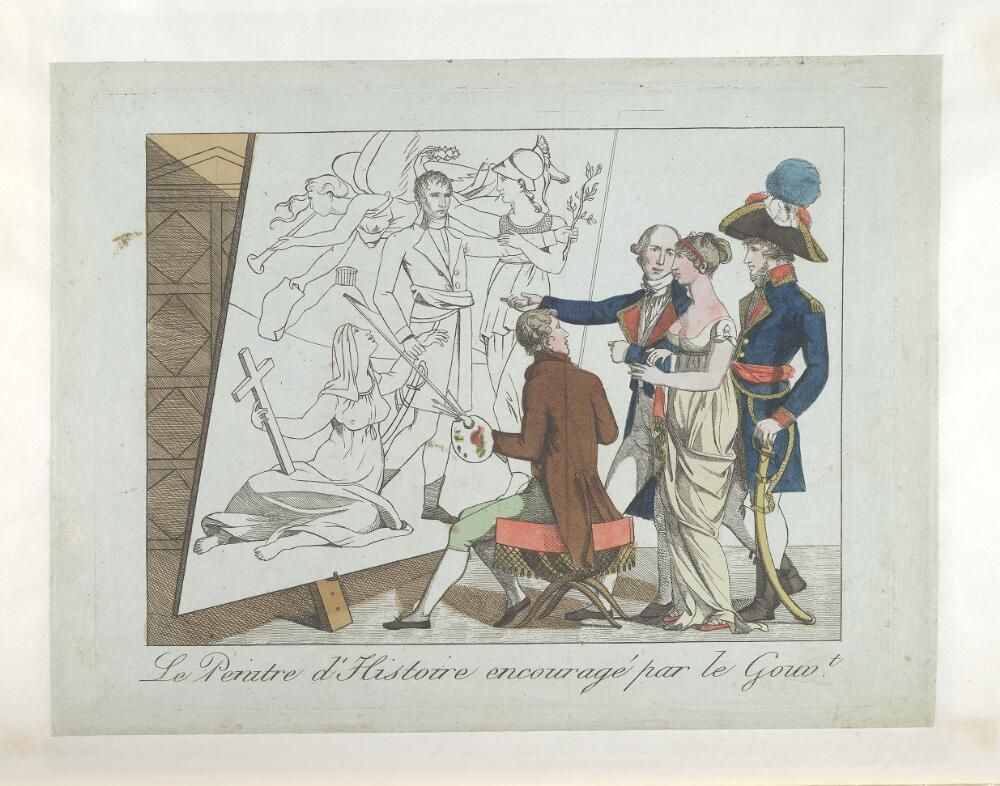
Pintor histórico apoiado pelo governo, caricatura de 1814

### Arte
- Broadley, Alexander Meyrick (1911). Napoleon in Caricature 1795-1821. [S.l.]: John Lane, 1911 Caricature

- Carruthers, H. A. Napoleon on campaign : classic images of Napoleon at war (Pen & Sword Military, 2014).
- Datta, Venita. "'L'appel Au Soldat': Visions of the Napoleonic Legend in Popular Culture of the Belle Epoque". French Historical Studies 2005 28#1: 1–30.
- Forrest, Alan. "Propaganda and the Legitimation of Power in Napoleonic France". French History, 2004 18(4): 426–45.
- Munhall, Edgar. "Portraits of Napoleon." Yale French Studies 26 (1960): 3-20. JSTOR 2929218
- O'Brien, David. "Propaganda and the Republic of the Arts in Antoine-Jean Gros's Napoleon visiting the Battlefield of Eylau the Morning after the Battle." French Historical Studies 26.2 (2003): 281-314.
- Porterfield, Todd, and Susan Siegfried. Staging Empire: Napoleon, Ingres, and David (Penn State Press, 2006) online review.
- Prendergast, Christopher. Napoleon and history painting: Antoine-Jean Gros's La bataille d'Eylau (Oxford UP, 1997).
- Quynn, Dorothy Mackay. "The art confiscations of the Napoleonic wars." American Historical Review 50.3 (1945): 437-460. JSTOR 1843116
- Rosenblum, R. "Inherited myths, unprecedented realities: Painting under Napoleon 1800-1814." Art in America (1975): 48-57. ISSN 0004-3214. Stresses its morbid, erotic, spectacular, and fantastic aspects.